# Salenocidaris profundi
Salenocidaris profundi är en sjöborreart. Salenocidaris profundi ingår i släktet Salenocidaris och familjen Saleniidae. Inga underarter finns listade i Catalogue of Life.